# Gmina Iłowa
Die Gmina Iłowa [iˈwɔva] ist eine Stadt- und Landgemeinde im Powiat Żagański der Woiwodschaft Lebus in Polen. Ihr Sitz ist gleichnamige Kleinstadt (deutsch Halbau) mit etwa 3900 Einwohnern.

## Geographie
Die Gemeinde umfasst eine Fläche von etwa 153 km². Sie liegt an der Südgrenze der Woiwodschaft und im Südwesten des polnischen Teils der Oberlausitz. Zu den Gewässern gehört die Czerna Mała (Kleine Tschirne).

## Geschichte
Im Jahr 1962 erhielt ihr Hauptort wieder Stadtrecht, nachdem er fünf Jahre zuvor „stadtartige Siedlung“ geworden war.

## Partnergemeinden
- Jänschwalde, Brandenburg
- Rietschen, Sachsen

## Gliederung
Zur Stadt- und Landgemeinde Iłowa gehören die Stadt und folgende zehn Dörfer (amtliche deutsche Namen bis 1945) mit Schulzenämtern:
- Iłowa (Halbau/Oberlausitz)
- Borowe (Burau)
- Czerna (Tschirndorf, ab 1936/37 bis 1945 Hammerfeld)
- Czyżówek (Gräflich Zeisau)
- Jankowa Żagańska (Hansdorf)
- Klików (Klix)
- Konin Żagański (Kunau)
- Kowalice (Nikolschmiede)
- Szczepanów (Zeipau)
- Wilkowisko (Wolfsdorf)
- Żaganiec (Hermsdorf bei Sagan)

Weitere Orte ohne Schulzenamt sind Chwalimierz (Qualmer) und Nowoszów (Neuhaus an der Tschirne).

## Persönlichkeiten
- Carl Thiem (1850–1917), Chirurg, Namensgeber des Klinikums in Cottbus; geboren in Nikolschmiede
- Hermann Hänchen (1898–unbekannt), Diskuswerfer; geboren in Zeipau.